# 張拱辰 (清朝監生)
張拱辰，貴州人，清朝政治人物、監生出身。
咸豐八年，捐主事，擔任戶部學習主事。咸豐十一年，任戶部候補主事。同治三年，實授戶部主事。